# Pararge transcaspica
Pararge transcaspica är en fjärilsart som beskrevs av Otto Staudinger och Hans Rebel 1901. Pararge transcaspica ingår i släktet Pararge och familjen praktfjärilar. Inga underarter finns listade i Catalogue of Life.